# Edremit (Balıkesir)
Edremit es la capital del distrito de la provincia de Balıkesir en Turquía en la región del Mármara. Existe una ciudad homónima en la provincia de Van.

## Historia
Edremit se llamó Adramitio o Atramitio (griego antiguo ᾽Ατραμύττιον, latín Adramyttium). Walter Leaf la sitúa en el emplazamiento de la moderna ciudad de Karataş («Piedras Negras», actualmente Ören), donde hay restos arqueológicos y un doble puerto que menciona Estrabón. Dicho geógrafo griego indica que su territorio pertenecía a Misia y que había unas puertas llamadas Lidias, testimonio del tiempo que estuvo bajo el gobierno de los reyes de Lidia. Tebas sobre el Placo y Lirneso, ciudades próximas a Adramitio, ribereñas del golfo de Edremit, en la región de Cilicia de Tróade, remontan su existencia a los tiempos homéricos: son mencionadas en el Catálogo de naves en el canto II de la Ilíada, como ciudades bajo el dominio del rey Eetión. 
Heródoto la sitúa en la fértil llanura de Tebas.
Según Esteban de Bizancio, la fundó Adramis, un hermano del rey  lidio Creso. Los habitantes de Delos expulsados por los atenienses en el verano del año 422 a. C., se establecieron en Adramitio con la autorización de Farnaces II, sátrapa de Dascilio. En 411 a. C., la población griega fue masacrada por el ejército aqueménida de Arsaces, un subalterno del sátrapa Tisafernes.
La constitución de Adramitio formó parte de las contenidas por Aristóteles en su colección.
Durante la primera guerra mitridática, Diodoro, estratego y amigo del rey del Ponto Mitrídates VI, fingiendo ser filósofo de la Academia, maestro de retórica y administrador de justicia, mató al consejo de ciudadanos. Tras la matanza partió hacia el Ponto junto con el rey. Cuando fue depuesto Mitrídates tuvo que resarcir a los adramitenos que habían sufrido con su acción criminal y comparecer con varias acusaciones ante los tribunales. No soportó la ignominia y se dejó morir de hambre en Amasya, la ciudad natal de Estrabón. Supone W. Leaf, que la matanza del consejo se produjo seguramente a raíz de la rebelión de las ciudades occidentales de Asia Menor ante los abusos de Mitrídates en el año 84 a. C., y que la marcha al Ponto de Diodoro con el rey tuvo lugar después de la paz concertada con Lucio Cornelio Sila ese mismo año.
En los Hechos de los Apóstoles, figura  que Pablo de Tarso se embarcó para ser juzgado en Roma en un navío proveniente de Adramitio.
Tuvo un obispado sufragano de Éfeso, cuyos obispos están atestiguados después del 431.
Fue una importante base naval del thema de Thrakésion durante el siglo VIII, así como la ciudad natal de Teodosio III, un recaudador de impuestos que fue proclamado emperador de Bizancio en 714 por la flota rebelada de Opsikion.
En el siglo X, se estableció allí una guarnición del thema de Samos.
Hacia el año 1090, fue totalmente destruida por el pirata turco Çaka Bey. En 1109, Eumathios Philokalès la reconstruyó y se convirtió en una base militar importante, utilizada sobre todo por el emperador bizantino Manuel I Comneno. Llegó a ser la capital de una thema en 1185.
Los genoveses la saquearon en 1197, y construyeron una fortaleza que fue ocupada en el siglo XIV por los otomanos de Karası. Cayó en manos del Imperio Latino que venció y mató al emperador bizantino Constantino Láscaris en la Batalla de Adramitio, (19 de marzo de 1205), por el ejército reunido por Enrique I de Constantinopla, hermano del emperador latino Balduino I de Constantinopla. Estuvo en poder de este Imperio desde 1213 a 1214. El Imperio otomano la conquistó hacia 1334: El bey otomano Orhan I (1324-1360), tras la trascendental conquista de Bursa, se lanzó a arrebatar las únicas ciudades en manos bizantinas en Anatolia noroccidental, apoderándose entre 1331 y 1338 de İznik, Üsküdar (Escutari) e İzmit. Las luchas internas de los turcomanos en 1345 en el principado de Karesi, le permitieron anexionárselo, logrando el completo control del territorio entre el golfo de Edremit y Kapi Dag (Cícico).

## Geografía
Edremit es la ciudad epónima del golfo de Edremit, cerrado por la isla griega de Lesbos. Su territorio tiene una extensión de 708 km² y una densidad de población de 153 hab./km².
| Año      | 1990   | 1997   | 2000   | 2007    | 2009   |
| -------- | ------ | ------ | ------ | ------- | ------ |
| Ciudad   | 35 486 | 52 337 | 39 202 | 47 383  | 50 464 |
| Distrito | 63 430 |        | 93 351 | 107 700 |        |

El distrito vive sobre todo del turismo y del cultivo del olivo. A la variedad de olivo de la región del golfo de Edremit se la denomina Edremit Yaglik.

## Personalidades
- Barış Falay famoso actor internacional turco es oriundo de Edremit.
- Panos Dukakis, padre de Michael Dukakis, era nativo de Edremit (1896)